# Карцева, Елена Николаевна
Еле́на Никола́евна Ка́рцева (14 апреля 1928 — 29 апреля 2002, Москва) — советский и российский киновед. Заслуженный работник культуры РСФСР (1989).

## Биография
Родилась 14 апреля 1928 года. В 1950 году окончила романо-германское отделение филологического факультета МГУ. В 1953 году вступила в КПСС.
Работала научным сотрудником отдела научной обработки иностранного фильмофонда Госфильмофонде СССР, научным сотрудником Института философии АН СССР.
В 1966 году защитила диссертацию на соискание ученой степени кандидата искусствоведения по теме «Основные тенденции развития массовой продукции Голливуда».
С 1979 года была старшим научным сотрудником НИИ киноискусства, заведовала отделом кино стран Америки, Азии, Африки и Австралии.
Член Союза кинематографистов СССР.
Печаталась с 1959 года. Автор ряда книг и статей по вопросам зарубежного кино и массовой культуры США.

## Семья
Отец — Николай Фёдорович Карцев (1883—1937), инженер-химик. Мать — Белла Яковлевна Карцева (1884—1937), домохозяйка. Елена была вторым ребенком в семье, старшая сестра — Татьяна Николаевна Карцева (1924—1995). Е. Н. Карцева была замужем за литературным критиком, редактором Михаилом Зиновьевичем Долинским (1930—2007). Похоронена вместе с мужем и сестрой на Востряковском кладбище в Москве.

## Награды и звания
- Заслуженный работник культуры РСФСР (27.11.1989)